# Oleria aegle
Oleria aegle is een vlinder uit de familie Nymphalidae. De wetenschappelijke naam van de soort is voor het eerst geldig gepubliceerd in 1776 door Johann Christian Fabricius.